# Ranunculus enysii
Ranunculus enysii är en ranunkelväxtart som beskrevs av Thomas Kirk.
Ranunculus enysii ingår i släktet ranunkler och familjen ranunkelväxter. Inga underarter finns listade i Catalogue of Life.